# 大衛·帕維卡
大衛·帕維卡（David Pavelka，1991年5月18日—）是捷克的一位職業足球員，在場上的位置是中場。他現在效力於布拉格斯巴達足球俱樂部。他也是捷克國家足球隊的成員，並且入選了捷克2016年歐洲國家盃參賽名單。